# Julie rosa di bosco
Julie rosa di bosco (野ばらのジュリー?, Nobara no Julie) è una serie televisiva anime in 13 episodi realizzata nel 1979 dallo studio di animazione giapponese Dax International.

## Trama
La serie è ambientata in Austria, alla fine della prima guerra mondiale. Julie Braun, una ragazzina tirolese di 11 anni figlia di contadini è rimasta orfana dopo che i genitori vengono uccisi per sbaglio in un'incursione aerea italiana poco prima della fine della guerra. Cessato il conflitto, Julie è costretta ad abbandonare l'amato Tirolo e ad andare a vivere con lo zio Carl Klemen che lavora in una vetreria di Vienna con la sua famiglia.
Julie è una ragazza di campagna che deve inserirsi nella società viennese, ma per il suo buon carattere non fatica a farsi accogliere come una figlia dai Klemen e a stringere nuove amicizie soprattutto tra i compagni di scuola; in particolare con Alan, lo studente più ammirato dell'istituto, sorge una simpatia reciproca che andrà al di là della semplice amicizia, suscitando l'invidia di Carolina, una compagna ricca e molto snob. Nella cerchia familiare, Julie troverà una grande complicità con Tania, la cugina.
Sullo sfondo c'è la difficile situazione economica austriaca, con lo zio Carl che viene licenziato dalla vetreria dove lavora cosicché tutta la famiglia sarà costretta ad affrontare seri problemi economici. Julie teme di essere diventata un peso per i Klemen, ma tutti le faranno capire di non essere un'ospite bensì un membro della famiglia a tutti gli effetti.
Julie, che col passare del tempo scopre di essere un'ottima cantante, comincia ad allietare tutti con canzoni della tradizione classica e della sua terra. La rivalità tra Julie e Carolina si accentua quando Julie diventa voce solista nel coro della Cattedrale di S. Carlo, la più grande ed importante chiesa di Vienna, a scapito dell'altra. Nonostante i tentativi di Carolina e di suo padre di boicottarla e la nostalgia per il Tirolo che Julie comincia a provare, la ragazza riuscirà nel suo intento di cantare la sera della prima e il concerto sarà un trionfo.
Julie ormai è cresciuta e non è più la timida ragazzina di campagna dell'inizio della storia, ma è diventata una cittadina di Vienna, sicura e decisa.

## Personaggi

### La famiglia Braun
- Julie - La protagonista dell'anime, ragazzina di 11 anni che dopo la morte dei genitori va a vivere in città. Dolce e di buon cuore anche se un po' ingenua, si fa apprezzare dalla sua nuova famiglia e riesce ad inserirsi nella vita della capitale. Testimone della cultura e delle tradizioni del suo Tirolo, Julie col procedere degli eventi scopre di avere doti di cantante.
- Madre e padre - Sono due contadini tirolesi di cui non viene rivelato il nome; si assiste alla loro morte per un'incursione aerea nel prologo della serie.

### La famiglia Klemen
- Carl - Zio di Julie e maestro artigiano nella vetreria che dà lavoro anche al figlio Johann, non viene apprezzato nonostante le sue grandissime qualità artistiche, in un'epoca di crisi economica, dove occorre pensare alla quantità dei pezzi prodotti piuttosto che alla qualità. Viene poi licenziato, ma troverà comunque un nuovo lavoro come direttore di una nuova fabbrica di oggetti di vetro artistici.

- Clara - Zia di Julie, accoglie la ragazzina come una figlia. Quando poi la famiglia viene a trovarsi in ristrettezze economiche, lavorerà come sarta aiutata dalla figlia Tania.

- Johann - Figlio maggiore dei Klemen, lavora con il padre nella vetreria. Inizialmente è un po' contrario del fatto che Julie venga ad abitare con la famiglia, vedendo in lei una bocca in più da sfamare in un momento di crisi, ma poi si rende conto di aver trovato in Julie una nuova sorella. Durante la malattia del padre e il suo successivo licenziamento, comincia a fare molti straordinari per contribuire al bilancio famigliare, in questo redarguito dal padre che non vuole che lui lavori a cottimo a scapito della qualità. Seguirà il padre, verso cui nutre un grande rispetto, nella sua avventura di direttore di una nuova vetreria artistica.

- Tania - Ragazzina della stessa età di Julie, è anche sua compagna di classe e diventa subito sua grandissima amica. Sogna una carriera di cantante, ma, nonostante sia particolarmente dotata, non riesce a superare l'ansia da palcoscenico. Alla fine entrerà comunque a fare parte del coro della Cattedrale di S. Carlo.

- Henrich - È il componente più piccolo della famiglia. All'inizio un po' dispettoso nei confronti di Julie, la considera comunque subito come sorella maggiore, soprannominandola "Capo".

### Altri personaggi
- Pepe - È uno scoiattolino che Julie porta dal Tirolo e che inizialmente è il suo unico amico. Alla fine la ragazza si renderà conto di non avere il diritto di tenere prigioniero un animale selvatico e lo libererà nel bosco di Vienna.

- Signorina Theresia - Maestra di Julie, è inizialmente acida e bisbetica. Ha alle spalle un amore al quale ha dovuto rinunciare per non costringere l'uomo che amava a rinunciare al sogno di diventare pittore. Il suo carattere diventerà più dolce quando per caso reincontrerà di nuovo Tommaso, l'uomo della sua vita.

- Signor Harvey - È il maestro di Julie e sarà lui a proporla come solista nel coro della Cattedrale di S. Carlo. È innamorato di Kitty, ma lei respingerà la sua proposta di matrimonio.

- Kitty - Vicina di casa dei Klemen, è una vedova di guerra con una bambina piccola e lavora in un'osteria vicina.

- Oskar - È un anziano liutaio amico di Julie. Appassionato del suo lavoro, e amante delle cose ben fatte, incarna come lo zio Carl il valore dell'alto artigianato austriaco, da preservare e tramandare nonostante la terribile crisi socioeconomica.

- Alan - Il ragazzo più brillante della scuola di Julie. Ne diventerà subito amico per poi innamorarsi di lei, corrisposto.

- Carolina - La studentessa che fa di tutto per ostacolare Julie.

## Doppiaggio
| Personaggio                  | Doppiatore originale | Doppiatore italiano   |
| ---------------------------- | -------------------- | --------------------- |
| Julie Braun                  | Miyuki Ichijou       | Roberta Paladini      |
| Padre                        |                      | Diego Reggente        |
| Clara Klemen (zia)           | Hiroko Kikuchi       | Sonia Scotti          |
| Carl Klemen (zio)            | Michihiro Ikemizu    | Diego Reggente        |
| Henrich                      | Mayumi Tanaka        | Massimiliano Manfredi |
| Tania                        | Chiyoko Kawashima    | Susanna Fassetta      |
| Johann                       | Yoshito Yasuhara     | Rodolfo Bianchi       |
| Alan                         | Yūji Mitsuya         | Fabrizio Manfredi     |
| Carolina                     | Saiko Nakada         | Laura Boccanera       |
| Signor Harvey (maestro)      | Keiji Yamashita      | Massimo Rossi         |
| Signorina Theresia (maestra) | Michiko Hirai        | Pinella Dragani       |
| Oskar                        | Ryuuji Saikachi      | Mario Milita          |
| Voce narrante                |                      | Alina Moradei         |

## Sigla e colonna sonora
La sigla di apertura giapponese, utilizzata anche nell'edizione italiana è "Rosellina della landa" (o "Rosellina selvatica" come viene chiamata nell'anime) di Franz Schubert cantata da Choral Echo in giapponese. La sigla è introdotta da immagini filmate e sonoro di combattimenti della prima guerra mondiale.
La colonna sonora dell'anime comprende brani di Schubert, Strauss, Mozart e Beethoven sempre cantati in giapponese, anche nella versione italiana.
Dal 2018 la serie è distribuita in Italia dalla A.R.C. Altair Recording Communication che ha realizzato e pubblicato in 45 giri una propria sigla italiana Julie rosa di bosco, scritta da Arnaldo Capocchia e Douglas Meakin ed eseguita dai Rocking Horse.
Dal 2020 la serie è stata trasmessa nel contenitore Contactoons prodotto dalla Sanver Production, dietro licenza A.R.C. Per l'occasione è realizzata un'ulteriore sigla italiana Julie rosa di bosco, scritta da Santo Verduci e Gennaro De Stefano e cantata da Santo Verduci assieme a Michela Tupputi.

## Episodi
| Nº | Titolo italiano Giapponese 「Kanji」 - Rōmaji | In onda          | In onda |
| Nº | Titolo italiano Giapponese 「Kanji」 - Rōmaji | Giapponese       |         |
| 1  | La ragazza del Tirolo 「チロルから来た女の子」 - Tirol kara Kita Onna no Ko | 4 gennaio 1979   |         |
| 1  | Austria 1918. A causa di un bombardamento italiano sul Tirolo, Julie perde entrambi i genitori. La prima guerra mondiale è ormai finita con la sconfitta dell’Austria e della Germania e Julie intraprende un viaggio in camion per raggiungere la casa degli zii a Vienna, dove da quel momento abiterà. All’arrivo ha un’ottima impressione: lo zio Carl e la zia Clara la trattano subito come una della famiglia, e anche i cugini Tania e Herry gradiscono la sua presenza. Solo Johann, il figlio più grande dei Clement, non è sereno: è preoccupato per la crisi economica e la prospettiva di rimanere senza lavoro. |                  |         |
| 2  | Un nuovo alunno coraggioso 「いさましい転校生」 - Isamashii tenkōsei | 11 gennaio 1979  |         |
| 2  | Sono ormai tre giorni che Julie abita a Vienna ed oggi è il primo giorno di scuola. Tutto sembra andare bene ma la rana che per scherzo Herry le ha nascosto nella cartella crea un piccolo putiferio in classe e le attira le antipatie della sua compagna Carolina. Julie fa inoltre la conoscenza un po’ movimentata di Alan, il ragazzo più ambito della classe, che dopo aver preso di nascosto l'automobile del padre, rischia di investirla. Julie è molto arrabbiata con lui, ma Alan rimane molto colpito dalla ragazza e le regala un fiore.                                                                        |                  |         |
| 3  | Il primo amore 「意地悪ワルツと しくじり天使」 - Ijiwaru warutsu to shikujiri tenshi | 18 gennaio 1979  |         |
| 3  | Carolina è gelosa di Julie per via di Alan e vuole farle un brutto scherzo: la invita ad una festa assieme a Tania, senza dire loro che si trattava di una festa elegante. Julie va al ricevimento vestita come tutti i giorni facendo una brutta figura davanti alle ragazze bene della città. Fortunatamente Alan salva la situazione e la toglie dall'imbarazzo suscitando però ancora di più le ire di Carolina. |                  |         |
| 4  | Il pic-nic 「夕やけ空とピクニック」 - Yûyake sora to pikunikku | 25 gennaio 1979  |         |
| 4  | Lo zio di Julie rischia il licenziamento e a causa delle preoccupazioni che questo comporta rimane coinvolto in un grave incidente alla vetreria. Il figlio Johann è molto nervoso per la situazione anche per via di Julie, che in un momento di crisi come quello è una bocca in più da sfamare. Proprio in quel momento si rende però conto che la cugina non è un'ospite in casa loro, ma un membro effettivo della famiglia, una nuova sorella. |                  |         |
| 5  | Sogni 「夢を見つめて」 - Yume wo mitsumete | 1º febbraio 1979 |         |
| 5  | Johann è stanco di lavorare nella vetreria dove non viene apprezzato per quello che vale. Desidera diventare un costruttore di violini ricco e famoso, per questo chiede al liutaio Oskar di prenderlo come apprendista. Oskar gli racconta di quando era giovane: anche lui voleva diventare ricco e famoso e la sua arroganza aveva causato la morte di Ronny, la donna che amava. |                  |         |
| 6  | Un sogno perduto 「迷子になった夢」 - Maigo ni natta yume | 8 febbraio 1979  |         |
| 6  | Sono ormai passati due mesi da quando Julie è andata ad abitare dai Clement. Alla fabbrica dove lavora Johann organizzano un concerto e Tanya viene chiamata a cantare. La ragazza si prepara per tutta la settimana, ma quando arriva il momento di andare in scena, si accorge che per la tensione ha perduto completamente la voce. Per salvare la serata Julie viene mandata in scena al suo posto all'ultimo momento e sorprendentemente esegue alla perfezione il brano. Tania a questo punto si rende conto che non riuscirà mai ad affrontare il pubblico e dovrà rinunciare al suo sogno di diventare cantante.      |                  |         |
| 7  | Un'unione che si incrina 「木枯らしベンチのにらめっこ」 - Kogarashi benchi ni niramekko | 15 febbraio 1979 |         |
| 7  | Lo zio di Julie è finalmente guarito dai postumi dell'incidente in fabbrica, ma proprio quando vuole rientrare al lavoro viene licenziato. Julie lentamente comincia a rendersi conto di stare diventando un peso per la famiglia. |                  |         |
| 8  | Preghiera 「ガラスにかけた祈り」 - Garasu ni kaketa inori | 22 febbraio 1979 |         |
| 8  | Alan e Julie attuano un piano per fare riassumere lo zio in fabbrica. Riescono a vedere un prezioso piatto fatto da lui ad un importantissimo personaggio e grande collezionista che subito ordina un intero servizio alla vetreria obbligando il direttore a riassumere Carl, l'unico a poter portare degnamente a termine il lavoro. |                  |         |
| 9  | Un piccolo segreto 「小さなひみつ」 - Chiisana himitsu | 1º marzo 1979    |         |
| 9  | La vetreria preferisce privilegiare la quantità rispetto alla qualità, per questo motivo lo zio Carl è in procinto di essere licenziato di nuovo. Tutta la famiglia comincia a fare piccoli lavori extra per potersi garantire una certa tranquillità. Anche Julie, di nascosto, va a lavorare in una panetteria in modo da poter contribuire anche lei al sostentamento della famiglia. |                  |         |
| 10 | Un dolce compleanno 「小さな雪わり草」 - Chiisana yukiwarisō | 8 marzo 1979     |         |
| 10 | Pepe, lo scoiattolino di Julie, non sta bene e lei capisce che è giunto il tempo di farlo ritornare nel bosco. Intanto lo zio Carl, che ora lavora per una ditta di costruzione, riceve un invito dal padre di Alan che vorrebbe impiantare una piccola fabbrica di oggetti artistici di vetro e che gli propone di esserne il direttore. Quella sera, anche se Julie è triste per aver dovuto lasciare il suo amico, è allietata dalla bella notizia. Inoltre è il suo compleanno, che passa nonostante tutto in letizia. |                  |         |
| 11 | Il walzer del ritrovato amore 「春風のワルツ」 - Harukaze no warutsu | 15 marzo 1979    |         |
| 11 | Julie ed Alan conoscono per caso Tommaso, un pittore che è ritornato a Vienna dopo quindici anni passati in Germania. Dal suo racconto scoprono che una volta la signorina Teresia, la loro maestra, era la sua fidanzata, che lo aveva lasciato tanti anni prima. Lui è ancora innamorato di lei, ma anche Teresia pensa ancora a Tommaso e Julie ed Alan faranno di tutto per farli di nuovo incontrare. |                  |         |
| 12 | Una lettera dal Tirolo 「チロルからの便り」 - Chiroru kara no tayori | 22 marzo 1979    |         |
| 12 | Il signor Harvey, il maestro di Julie, le propone di diventare voce solista nel nuovo coro della Cattedrale di S. Carlo, la più grande ed importante chiesa di Vienna. Carolina, che vorrebbe primeggiare anche in quell'occasione, fa di tutto per prendere il posto di Julie e suo padre, membro del consiglio direttivo della scuola, arriva a minacciare il maestro di licenziamento. Intanto Julie riceve una lettera dal Tirolo da un vecchio amico dei genitori e la nostalgia per la sua terra comincia ad aumentare.                                                                                                 |                  |         |
| 13 | Il trionfo 「野ばらの詩」 - Nobara no uta | 29 marzo 1979    |         |
| 13 | Julie vorrebbe tornare in Tirolo, ma si rende conto che non può abbandonare tutti proprio ora, specialmente il maestro che ha creduto in lei rischiando il licenziamento. Intanto Carolina vuole coinvolgere Julie in un incidente, ma cade fortuitamente nella trappola che aveva preparato e si rompe una gamba. La cosa desta molto scandalo e Carolina viene abbandonata da tutti, ma non da Julie che vede in lei, nonostante tutto, un'amica. La sera della prima del coro, Julie trionferà con il suo canto e questo la farà sentire una vera viennese.                                                                |                  |         |

## Titoli internazionali
- 野ばらのジュリー
- Julie the Wild Rose
- Julie rosa di bosco
- جولي الزهرة البرية